# A Shot at Love II with Tila Tequila
Para la primera temporada, véase: A Shot at Love with Tila Tequila
A Shot at Love II with Tila Tequila es un reality show/programa de citas estadounidense. Es la siguiente temporada de A Shot at Love with Tila Tequila. La serie es un reality bisexual, donde 15 hombres heterosexuales y 15 mujeres lesbianas habitan en una casa con Tila Tequila y compiten por citas con Tila. Los participantes a diferencia de la primera temporada, ya son conscientes de la bisexualidad de Tila. La ganadora de esta temporada fue Kristy Morgan, que rechazó su "shot de amor", indicando que no estaba lista para una relación con una mujer.
Un spin-off de la serie titulado A Double Shot at Love with the Ikki Twins estelarizado por las bisexuales "ikki twins" se estrenó el 9 de diciembre de 2008. Tequila había confirmado previamente en su sitio web oficial que no sería parte de la tercera temporada del show, pero a cambio estelarizará un programa centrado en su vida cotidiana.
En España, inició transmisiones bajo el título "La Gran Duda de Tila Tequila 2" por MTV España todos los jueves a las 9:00 p. m. a partir del 25 de septiembre de 2008 contando con doblaje en voice-over.
En América Latina inicio transmisiones bajo el nombre de 'Un Shot de Amor con Tila Tequila 2' todos los martes a las 10:00 p. m. a partir del 31 de marzo de 2009.

## Episodios
- Ep. 1  Another Shot of Tequila (originalmente transmitido el 22 de abril de 2008)
- Ep. 2  A Full House (originalmente transmitido el 29 de abril de 2008)
- Ep. 3  Hard to Swallow (originalmente transmitido el 6 de mayo de 2008)
- Ep. 4  A Fistful of Love (originalmente transmitido el 13 de mayo de 2008)
- Ep. 5  Casualties of Love (originalmente transmitido el 20 de mayo de 2008)
- Ep. 6  Tastes Like Candy (originalmente transmitido el 27 de mayo de 2008)
- Ep. 7  On Pins and Needles (originalmente transmitido el 3 de junio de 2008)
- Ep. 8  Keep It In The Family (originalmente transmitido el 10 de junio de 2008)
- Ep. 9  Three-Way Getaway (originalmente transmitido el 17 de junio de 2008)
- Especial: A Shot at Love II: Happy Hour (originalmente transmitido el 24 de junio de 2008)
- Ep. 10 Fire and Ice (originalmente transmitido el 1° de julio de 2008)
- Especial: A Shot at Love II: One Shot Too Many (originalmente transmitido el 8 de julio de 2008)

## Participantes
La siguiente tabla enlista el orden de los participantes en cada episodio, dispuesta con base en el orden en que Tila los llamaba.
| #  | Participantes | Ep 1      | Ep 2      | Ep 3     | Ep 4     | Ep 5     | Ep 6     | Ep 7     | Ep 8     | Ep 9     | Ep 10  |  |
| -- | ------------- | --------- | --------- | -------- | -------- | -------- | -------- | -------- | -------- | -------- | ------ |  |
| 1  | Bo            | Brittany  | Sirbrina  | Lisa     | Bo       | Lisa     | Lisa     | Jay      | Kristy   | Bo       | Kristy |  |
| 2  | Brittany      | Fame      | V         | George   | Chad     | Bo       | Jay      | Kristy   | Bo       | Kristy   | Bo     |  |
| 3  | Chad          | Kristy    | Ryan      | Michelle | Brittany | Kristy   | Bo       | Bo       | Brittany | Brittany |        |  |
| 4  | Chris         | Lauryn    | Brittany  | Scotty   | Kristy   | George   | Kristy   | Brittany | Jay      |          |        |  |
| 5  | Christian     | Lisa      | Kristy    | Sirbrina | Scotty   | Glitter  | Brittany | Lisa     |          |          |        |  |
| 6  | Dominic       | Michelle  | Scotty    | Brittany | Michelle | Scotty   | George   | George   |          |          |        |  |
| 7  | Fame          | Glitter   | Glitter   | Chad     | Sirbrina | Brittany | Scotty   |          |          |          |        |  |
| 8  | George        | Sirbrina  | Jay       | Jay      | Jay      | Jay      | Glitter  |          |          |          |        |  |
| 9  | Greg          | V         | Chad      | Kyle     | Glitter  | Michelle |          |          |          |          |        |  |
| 10 | Janny         | Bo        | Bo        | Kristy   | Lisa     | Sirbrina |          |          |          |          |        |  |
| 11 | Jay           | Chad      | Lauryn    | Bo       | George   | Chad     |          |          |          |          |        |  |
| 12 | Jeremy        | Christian | Dominic   | Glitter  | Kyle     |          |          |          |          |          |        |  |
| 13 | Kristy        | Dominic   | Michelle  | Lauryn   |          |          |          |          |          |          |        |  |
| 14 | Kyle          | George    | George    | V        |          |          |          |          |          |          |        |  |
| 15 | Lauryn        | Jay       | Lisa      | Dominic  |          |          |          |          |          |          |        |  |
| 16 | Lili          | Kyle      | Kyle      | Ryan     |          |          |          |          |          |          |        |  |
| 17 | Lisa          | Ryan      | Christian |          |          |          |          |          |          |          |        |  |
| 18 | Mason         | Scotty    | Fame      |          |          |          |          |          |          |          |        |  |
| 19 | Matt          | Greg      |           |          |          |          |          |          |          |          |        |  |
| 20 | Michelle      | Mason     |           |          |          |          |          |          |          |          |        |  |
| 21 | Nick          | Chris     |           |          |          |          |          |          |          |          |        |  |
| 22 | Rada          | Jeremy    |           |          |          |          |          |          |          |          |        |  |
| 23 | Ryan          | Matt      |           |          |          |          |          |          |          |          |        |  |
| 24 | Samantha1     | Nick      |           |          |          |          |          |          |          |          |        |  |
| 25 | Scotty        | Rada      |           |          |          |          |          |          |          |          |        |  |
| 26 | Serenity      | Tashi     |           |          |          |          |          |          |          |          |        |  |
| 27 | Sirbrina      | Janny     |           |          |          |          |          |          |          |          |        |  |
| 28 | Tarra         | Tarra     |           |          |          |          |          |          |          |          |        |  |
| 29 | Tashi         | Lili      |           |          |          |          |          |          |          |          |        |  |
| 30 | V             | Serenity  |           |          |          |          |          |          |          |          |        |  |

- Los participantes que sobrevivieron a la eliminación en el primer episodio están ordenados alfabéticamente, mientras que los concursantes eliminados están organizados con base en el orden en que Tila anunció que su Shot de Amor había terminado, con los primeros eliminados enlistados en la parte inferior. Las mujeres que sobrevivieron están enlistadas antes que los hombres ya que fueron invitadas a estar primero en la casa.

1 Samantha comentó después que comenzaría a ser nombrada por su apodo, "Glitter."
     El/la participante fue eliminad@.
     El/la participante ganó una cita con Tila.
     El/la participante ganó una cita con Tila, pero fue eliminad@.
     El participante fue eliminado de la competencia debido a la violencia.
     El participante fue eliminado previamente pero regresó a la competencia.
     La participante recibió una llave antes de la ceremonia de eliminación.
     La participante recibió la llave final en la eliminación final, pero no la aceptó y decidió abandonar a Tila.

### Eliminaciones
La siguiente tabla explica las razones de por qué Tila le pidió a cada participante que abandonara la competencia.
- Algunas razones no fueron indicadas en el episodio en que se transmitieron.

| Mujeres            | Mujeres | Mujeres                      |
| Nombre             | Razón de la eliminación | Episodio donde se le eliminó |
| ------------------ | --- | ---------------------------- |
| Serenity           | Le faltó al respeto al agasajarse con Lili en su casa. | Episodio 1                   |
| Lili               | Le faltó al respeto al agasajarse con Serenity en su casa. | Episodio 1                   |
| Tarra              | No sobresalió. | Episodio 1                   |
| Janny              | No sintió ninguna conexión. | Episodio 1                   |
| Tashi              | Le hizo sentirse incómoda al "averiguar demasiado de ella en la Internet". | Episodio 1                   |
| Rada               | Pensó que era genial, pero no sintió ninguna conexión. | Episodio 1                   |
| Fame               | No le gustó que Fame interrumpiera su tiempo a solas con Brittany y empezó a cantarle, y también Tila puso en duda sus motivos al estar allí. | Episodio 2                   |
| V                  | Pensó que era más abierta con los demás. | Episodio 3                   |
| Lauryn             | Sintió que quería una amistad en lugar de un romance, así como también parecía que quería la atención de todos los demás en lugar de la de ella. | Episodio 3                   |
| Sirbrina           | Sintió que Sirbrina no ofrecía algo más aparte de su atractiva apariencia. Sin embargo, la razón específica de su eliminación no fue indicada en el episodio. | Episodio 5                   |
| Michelle           | Sintió que perdieron su conexión, y que estaba pasando a segundo plano. Sin embargo, la razón específica de su eliminación no fue indicada en el episodio. | Episodio 5                   |
| Glitter (Samantha) | Se volvió aterrador que fuera demasiado sentimental para ella. | Episodio 6                   |
| Lisa               | No le gustó que ella no bajara la guardia. Además, Tila estuvo preocupada por reparar su corazón roto, y porque no quería lidiar con los constantes juegos de Lisa de hacerse la tonta. | Episodio 7                   |
| Brittany           | No pensó que tuvieran una química romántica, a pesar de admitir en una cita que "estaba enamorándose de Brittany". | Episodio 9                   |
| Kristy             | Pensó que sería el "paquete completo," pero Kristy estuvo insegura si aceptaría o no la llave final de Tila. Tila le dijo a Kristy que sea completamente honesta con ella, a lo cual Kristy accedió, admitiendo que no estaba lista para una relación con una mujer y no quiso aceptar la llave. Tila dejó caer la llave al suelo y se retiró a la casa a llorar. Kristy puso la llave en su lugar y se alejó de la casa. | Episodio 10                  |
| Hombres            | |                              |
| Nombre             | Razón de la eliminación | Episodio donde se le eliminó |
| Nick               | Tuvo suficiente de él para toda la vida, refiriéndose al regalo de la caja durante el show de talentos Adema a ella le pareció algo GAY. | Episodio 1                   |
| Matt               | Lindo, pero no sintió una conexión del todo. | Episodio 1                   |
| Jeremy             | Estaba actuando un poco gracioso durante las Eliminaciones. | Episodio 1                   |
| Chris              | Incómodo al agachársele y "tratar de agasajarla" durante el show de talentos. | Episodio 1                   |
| Mason              | Demasiado amable para manejar a una chica como ella. | Episodio 1                   |
| Greg               | Tuvo una conexión más fuerte con su hermano gemelo (Dominic). Le incomodó tener hermanos compitiendo. | Episodio 1                   |
| Christian          | Siempre estaba borracho. | Episodio 2                   |
| Ryan               | Sintió que no deseaba mucho estar allí. | Episodio 3                   |
| Dominic            | Pensaba que la bisexualidad y el lesbianismo son solo fases para madurar. | Episodio 3                   |
| Kyle               | Pensó que su temprano comportamiento lo volvería atractivo ante Tila, el comportamiento de Kyle resultó ser demasiado asqueroso y acosador para su gusto. | Episodio 4                   |
| George             | Tuvo miedo de que fuera muy simpático, y pensó sus cuidados solo serían para su protección. Regresó en el Episodio 5 después de que Tila tuvo remordimientos de darle una llave a Chad en lugar de él. | Episodio 4                   |
| Chad               | Fue descalificado por darle cabezazos y puñetazos a Bo en la quijada llevándolo al hospital. | Episodio 5                   |
| Scotty             | No pensó que cruzarían la línea de la amistad. | Episodio 6                   |
| George             | Cuando Tila lo trajo de vuelta después de que Chad fue descalificado, sintió que George estaba feliz de estar de nuevo con todos más que tener otro chance con ella. | Episodio 7                   |
| Jay                | No creyó que fuera su tipo y no quiso que su carácter obsaculizara el camino de su relación. | Episodio 8                   |
| Bo                 | Piensa que es un chico grandioso y cree que hará feliz a alguien algún día, pero no a ella. Ella quería estar con Kristy. | Episodio 10                  |

#### Eliminación final revelada
Antes  un reportaje de MSNBC reveló que en realidad Tequila no encontraría el amor. En el reportaje de MSNBC, que probablemente se publicó 18 días antes de la eliminación final, se indicó "[Tequila] no se enamorará de un hombre o una mujer" seguido de Tequila diciendo, "Iré a África. Pienso que podría enamorarme en África".